# Шевченко, Валерий Николаевич
Вале́рий Никола́евич Шевче́нко (17 июня 1940, Минск — 18 октября 2024, Нижний Новгород) — советский и российский математик, доктор физико-математических наук. Заведующий кафедрой математической логики и высшей алгебры (МЛиВА) факультета вычислительной математики и кибернетики (ВМК) Нижегородского государственного университета им. Н. И. Лобачевского (ННГУ).

## Биография
Родился 17 июня 1940 года в Минске.
Окончил механико-математический факультет Горьковского университета (ныне — ННГУ) в 1962 году по специальности «Математика». Обучался в аспирантуре с 1962 по 1965 годы.
С 1965 года работал на кафедре МЛиВА.
В 1966 году защитил кандидатскую диссертацию на тему «О составлении оптимальных расписаний» (руководитель: Ю. В. Глебский). В 1988 году защитил докторскую диссертацию на тему «Алгебраический подход в целочисленном программировании».
Преподаваемые дисциплины: геометрия, алгебра, линейное программирование, дискретная оптимизация, комбинаторная теория многогранников.
Область научных интересов: дискретная оптимизация.
Автор более 150 научных публикаций, двух монографий и учебника. Под руководством В. Н. Шевченко выполнено семь успешно защищенных кандидатских диссертации. Был научным руководителем ряда проектов, поддержанных РФФИ.
Скончался 18 октября 2024 года на 85-м году жизни.

## Научные публикации
- Глебский Ю. В., Шевченко В. Н. О составлении оптимального графика работ // Проблемы кибернетики. Вып. 10. — М.: Наука, 1963. — С. 275—279.
- Шевченко В. Н. Задача оптимального календарного планирования с ограничением на число рабочих // Известия ВУЗ. Радиофизика. — 1965. — Т. 8, № 3. — С. 635—637.
- Шевченко В. Н. Задача о равномерном распределении простоев (несколько смен) // Экономика и математические методы. — 1967. — Т. 3, № 4. — С. 619—623.
- Шевченко В. Н. Задача о составлении оптимального расписания работы на станках // Проблемы кибернетики. Вып. 18. — М.: Наука, 1967. — С. 129—146.
- Шевченко В. Н. О пересечении выпуклого многогранного конуса с целочисленной решеткой // Известия ВУЗ. Радиофизика. — 1970. — Т. 13, № 8. — С. 1264—1266.
- Шевченко В. Н. О двойственном описании конуса, целочисленно порожденного конечным множеством векторов // Математические заметки. — 1973. — Т. 14, № 4. — С. 523—526.
- Шевченко В. Н., Ремизова О. Л. О построении правильных отсечений в целочисленном линейном программировании // Учебные записки ГГУ. Теория колебаний, прикладная математика и кибернетика. Вып. 166. — Горький: изд-во Горьк. ун-та, 1973. — С. 199—206.
- Шевченко В. Н. О решении элементарной задачи целочисленного линейного программирования // Управляемые системы. Вып. 14. — Новосибирск: Институт матем. СО АН СССР, 1975. — С. 69-73.
- Шевченко В. Н., Иванов Н. Н. О представлении полугруппы полугруппой, порожденной конечным множеством векторов // Известия АН БССР. Серия физ.-мат наук. — 1976. — № 2. — С. 98-100.
- Шевченко В. Н. Дискретный аналог теоремы Фаркаша и проблема агрегации системы линейных уравнений // Кибернетика. — 1976. — № 2. — С. 99-101.
- Веселов С. И., Шевченко В. Н. Об экспоненциальном росте коэффициентов агрегирующего уравнения // Кибернетика. — 1978. — № 4. — С. 78-79.
- Таланов В. А., Шевченко В. Н. Об одном обобщении задачи о назначениях // Комбинаторно-алгебраические методы в прикладной математике. — Горький: Изд-во Горьк. ун-та, 1979. — С. 101—103.
- Шевченко В. Н. Выпуклые многогранные конусы, системы сравнений и правильные отсечения в целочисленном программировании // Комбинаторно-алгебраические методы в прикладной математике. — Горький: Изд-во Горьк. ун-та, 1979. — С. 109—119.
- Смирнов А. Н., Шевченко В. Н. Алгоритм Мартина и правильные отсечения // Журнал вычислительной математики и математической физики. — 1980. — Т. 20. — С. 505—509.
- Шевченко В. Н. О числе крайних точек в целочисленном программировании // Кибернетика. — 1981. — № 2. — С. 133—134.
- Потемкина А. В., Шевченко В. Н. Метод построения правильных отсечений в выпуклом целочисленном программировании // Экономика и математические методы. — 1981. — Т. 17, № 2. — С. 390—394.
- Веселов С. И., Шевченко В. Н. О гранях и крайних точках задач дискретного программирования // Комбинаторно-алгебраические методы в прикладной математике. — Горький: Изд-во Горьк. ун-та, 1981 — С. 39-49.
- Шевченко В. Н. Задача о размене, задача Фробениуса и задача групповой минимизации // Комбинаторно-алгебраические методы в прикладной математике. — Горький: Изд-во Горьк. ун-та, 1982 — С. 166—179.
- Шевченко В. Н. Алгебраический подход в целочисленном программировании // Кибернетика. — 1984. — № 4. — С. 36-41.
- Шевченко В. Н. О некоторых функциях многозначной логики, связанных с целочисленным программированием // Методы дискретного анализа в теории графов и схем. Вып. 42. — Новосибирск, 1985. — С. 99-102.
- Чирков А. Ю., Шевченко В. Н. О нахождении последовательных минимумов целочисленной решетки и вектора решетки, ближайшего к данному // Кибернетика. — 1987. — № 4. — С. 46-49.
- Шевченко В. Н. О расшифровке пороговой функции многозначной логики // Комбинаторно-алгебраические методы в прикладной математике. — Горький: Изд-во Горьк. ун-та, 1987 — С. 155—163.
- Шевченко В. Н., Ильичев А. П. О минорах и перманентах некоторых (0, 1)-матриц // Дискретная математика. — 1991. — Т. 3, № 2. — С. 96-102.
- Шевченко В. Н. Верхние оценки числа крайних точек в целочисленном программировании // Математические вопросы кибернетики. Вып. 4. — 1992. — С. 65-72.
- Шевченко В. Н. Качественные вопросы целочисленного программирования // М.: Физматлит, 1995. (English. transl.: Shevchenko V. N. Qualitative topics in integer linear programming. — American Mathematical Society, Providence, Rhode Island, 1997.)
- Шевченко В. Н., Золотых Н. Ю. О сложности расшифровки пороговых функций // Дискретный анализ и исследование операций. — 1995. — Т. 2, № 3, — С. 18-23.
- Shevchenko V. N., Zolotykh N. Yu. Decoding threshold functions definied in integer points of polytope // Pattern recognition and image analysis. — 1997. — V. 7, №. 2. — P. 235—240.
- Шевченко В. Н., Ильичев А. П., Коган Г. П. Полиномиальные алгоритмы вычисления перманентов некоторых матриц // Дискретная математика. — 1997. — Т. 9, № 3. — С. 96-100.
- Шевченко В. Н. О разбиении выпуклого политопа на симплексы без новых вершин // Известия вузов. Математика. — 1997. — № 12. — С. 89-99.
- Шевченко В. Н., Федотова А. А. Асимптотика перманентов некоторых (0, 1)-матриц // Дискретная математика. — 1998. — Т. 10, № 1. — С. 80-86.
- Shevchenko V. N., Zolotykh N. Yu. Lower bounds for the complexity of learning half-spaces with membership queries // Lecture Notes in Computer Science. V. 1501. — 1998. — P. 61-71.
- Золотых Н. Ю., Шевченко В. Н. Расшифровка пороговых функций и диофантовы приближения // Вестник Нижегородского университета им. Н. И. Лобачевского. Серия: Математическое моделирование и оптимальное управление. — 1998. — № 1. — С. 199—207.
- Шевченко В. Н., Груздев Д. В. О минимальном разбиении выпуклого многогранника на тетраэдры // Вестник Нижегородского университета им. Н. И. Лобачевского. Серия: Математическое моделирование и оптимальное управление. — 1998. — № 1. — С. 184—193.
- Шевченко В. Н., Золотых Н. Ю. О сложности расшифровки пороговых функций k-значной логики // Доклады Академии наук. — 1998. — Т. 362, № 5. — С. 606—608. и другие научные публикации.